# Оздоровительный туризм
Оздоровительный туризм — самое массовое и популярное направление медицинского туризма.
Подобный существует с античных времен.
Уже древние греки, чтобы поправить своё здоровье, отправлялись в святилище бога-врачевателя Асклепия в Эпидавре — там были гостиницы, бани, палестры (школы гимнастики).
Развалины сооружений для лечения минеральными водами времен Римской империи сохранились в районах многих известных европейских курортов. Курортология как основа оздоровительного туризма начала активно развиваться в Европе, начиная с XVII века.
В XX веке в мире возникла целая курортная индустрия, охватывающая практически все страны и континенты. На базе традиционных климатических, бальнеологических, и грязевых курортов появились новые формы оздоровления — SPA, wellness, fitness. В список услуг, предоставляемых современными курортно-санаторными учреждениями, часто включаются check-up-программы[неизвестный термин].
Наибольшее распространение и популярность получили курорты, предлагающие несколько лечебно-оздоровительных факторов, особенно SPA-курорты или SPA-отели. Последние могут находиться не только в курортных зонах, но и в крупных мегаполисах, и также предоставлять услуги по оздоровлению и релаксации.
На многих курортах задействованы wellness-программы (оздоровительные, антистрессовые, косметологические), которые подойдут и абсолютно здоровым людям. Неизменным спросом на морских курортах пользуются отели с центрами талассотерапии.
В мире широко известны европейские центры лечебно-оздоровительного туризма. Чехия лидирует по числу иностранных туристов, прибывающих на курортно-санаторное лечение. Ежегодно её посещают 50 тыс. человек из более чем 70 стран мира. Знаменитая чешская здравница Карловы Вары принимает медицинских туристов со всех пяти континентов; особой любовью этот бальнеологический курорт пользуется у жителей стран СНГ.
На территории Германии расположено более 300 курортов, которые принимают свыше 1 млн человек из стран Европы, США и Канады.
Горные и бальнеологические курорты Австрии и Швейцарии также являются главными европейскими направлениями оздоровительного туризма.
Во Франции находятся множество всемирно известных курортов (Виши, Эвиан), которые специализируются в лечении (предотвращении) заболеваний опорно-двигательного аппарата и нарушений пищеварительной системы, а также центров талассотерапии (Ля Боль, Сен Мало); данные курорты обладают большим количеством spa-центров, которые оказывают услуги массажа, физиотерапии, грязевых аппликаций и водных процедур. Исторически, большинство курортов Франции расположены на побережье Атлантического океана и Средиземноморья, где пациентам приходить в форму и, в частности, бороться с респираторными заболеваниями помогают океанский климат и морской воздух. Кроме того, Франция обладает уникальными центрами реабилитации и оздоровления (зачастую для лечения психиатрических заболеваний), расположенными в средневековых замках, где непосредственно ведётся терапия и проживают пациенты. Некоторые курорты Франции (Кодали, Бордо) предлагают винотерапию в качестве лечения заболеваний кожи и кровеносной системы, а также как spa-процедуру.
Рядом прекрасных бальнеологических курортов располагает Италия.
Морскими курортами привлекают туристов Испания, Португалия и Греция.
Бурными темпами развивается лечебно-оздоровительный туризм в Польше, Венгрии, Словакии, Болгарии. Румыния и республики бывшей Югославии также предлагают оздоровительные программы на приморских и бальнеологических курортах.
На американском континенте лидером оздоровительного туризма являются США. Большинство североамериканских курортов — бальнеологические, но посещают их, в основном, сами американцы. Есть и климатические курорты, однако жители США предпочитают лечиться и отдыхать на курортах Кубы, Багамских островов и Центральной Америки. Австралия располагает всеми природными ресурсами для оздоровительного туризма, но из-за удалённости Зелёного континента его курортные отели-центры, как и в США, ориентированы на приём «внутренних» туристов.
В Африке оздоровительный туризм стал активно развиваться не только за счёт увеличения количества туристов в уже известных зонах отдыха и оздоровления (например, в Египте) но и в Тунисе, Марокко, Кении и ЮАР.
Традиционными местами оздоровительного туризма для жителей стран СНГ остаются Израиль (курорты Мертвого моря), Египет и Турция с их морскими климатическими курортами.
Достаточно развитая курортная инфраструктура имеется и в странах СНГ. В России первый курорт Марциальные воды появился в 1719 году по личному распоряжению Петра I. Но развитие курортного дела шло медленно. До 1917 г. из 600 разведанных местностей с целебными свойствами только 36 были приспособлены под курорты.
Ныне в России насчитывается 45 тыс. здравниц, наиболее известны курортные комплексы в Крыму, Большой Сочи и Кавказские Минеральные Воды. Также широко известны в странах ближнего зарубежья курорты Трускавца, Закарпатья (Украина), Юрмалы (Латвия). Впрочем, из-за несоответствия уровня обслуживания высоким международным стандартам большинство этих курортов привлекает только жителей этих стран.
В последние 10 лет[когда?] быстрыми темпами, с учётом растущих потребностей отдыхающих и последних тенденций в развитии мирового оздоровительного туризма, это направление развивается в Индии и странах Юго-Восточной Азии (Сингапур, Таиланд, Китай, Малайзия). Как правило, оздоровление во вновь построенных роскошных SPA-отелях и wellness-центрах[неизвестный термин] включает и методы восточной медицины, все более востребованные среди сторонников здорового образа жизни.
Лечебно-оздоровительный туризм остаётся одним из самых перспективных направлений в индустрии туризма. Основа его популярности в XXI веке — победа профилактического направления в современной медицине, а также мода на здоровое тело и здоровый дух.